# Bailey-Brücke

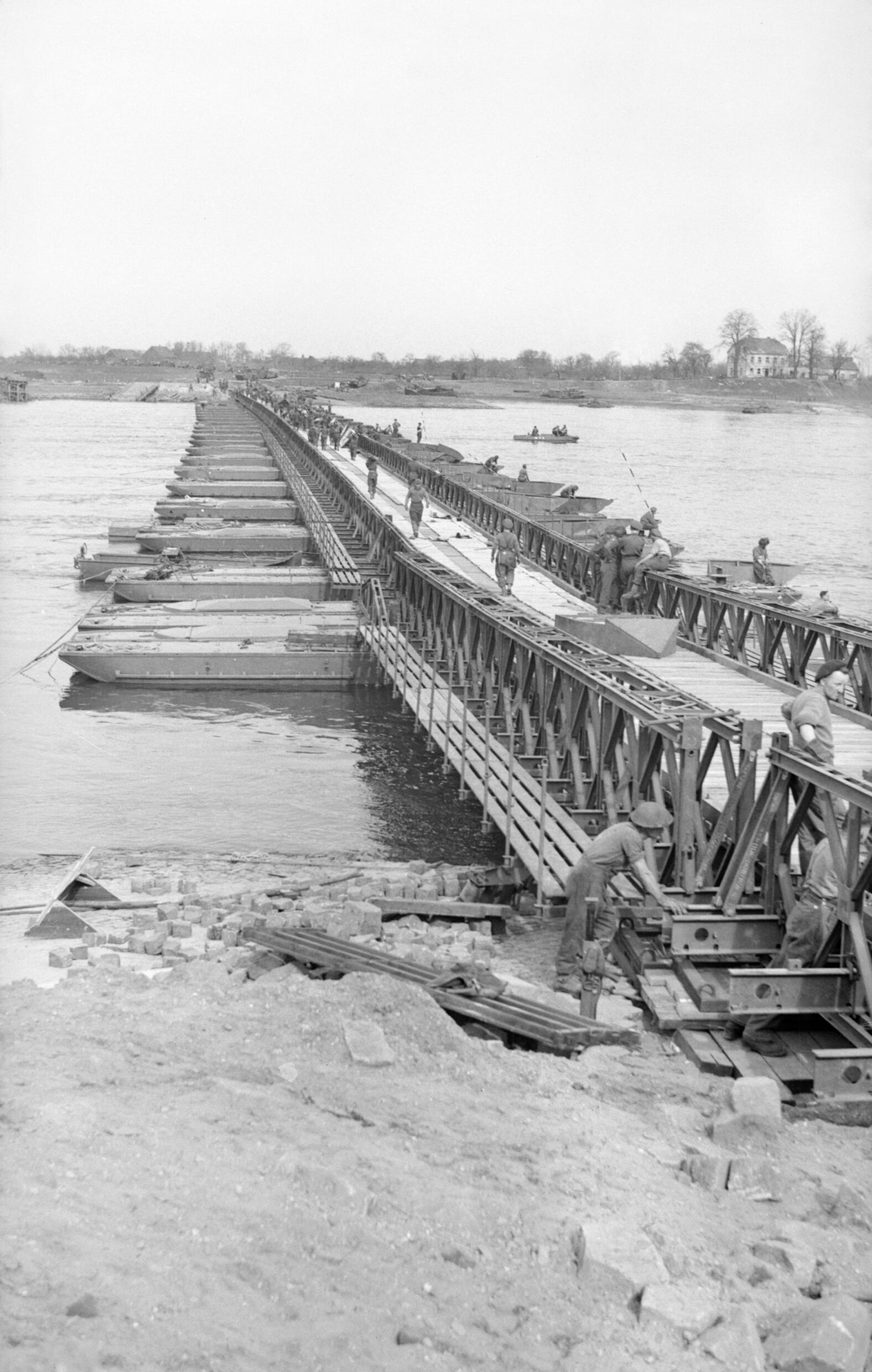
Bau einer Brücke bei Xanten aus Bailey-Trägern und Pontons über den Rhein im Zuge der Operation Plunder, 25. März 1945

Die Bailey-Brücke ist eine aus vormontierten Einzelbauteilen wie Fachwerkträgern und Fahrbahnbalken zusammensetzbare Kriegs-, Not- oder Behelfsbrücke. Sie benötigt keine Spezialausrüstung und Geräte zum Aufbau, kann mit Lastkraftwagen transportiert werden und kann schwerste Lasten bis hin zu Panzern tragen. Ursprünglich für den militärischen Bereich entwickelt, wird sie ebenso im zivilen Bereich für vorübergehende Überbrückungen eingesetzt.

## Verwendung
Bailey-Brücken sind mit relativ wenig Aufwand aufbaubar und werden daher nicht nur von Militärs weltweit eingesetzt, auch große Hilfsorganisationen verwenden Bailey-Brücken. Sie werden auch als Brückengeräte oder als Pionierbrückengeräte bezeichnet. So hat die Fachgruppe Brückenbau des THW neben der D-Brücke auch die Bailey-Brücke im Einsatz.
In Deutschland werden in bundeseigenen Brückenlagern auch 2360 t Elemente für Bailey-Brücken vorgehalten; dies entspricht einer Gesamtlänge von rund 790 Metern. Die Segmente bestehen aus Stahlfachwerk. Im Jahr 2016 bestanden 12 % des Brückengerätes des Bundes aus Bailey-Elementen, gemessen am Gewicht. Eine Ausmusterung ist nicht geplant.

### Historisch

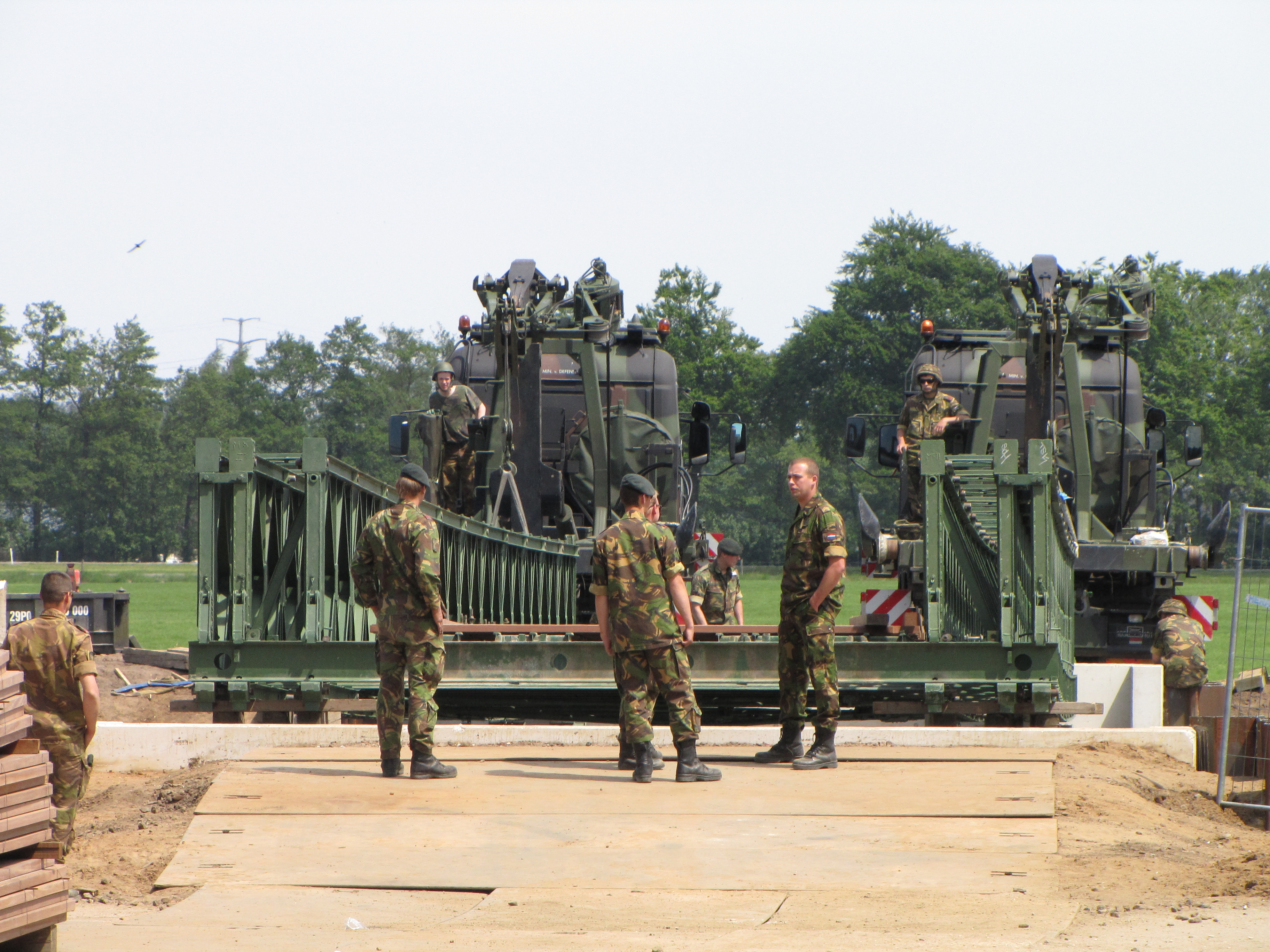
Niederländische Soldaten bauen eine Bailey-Brücke bei der DRU Cultuurfabriek in Ulft (Achterhoek) auf, 2010

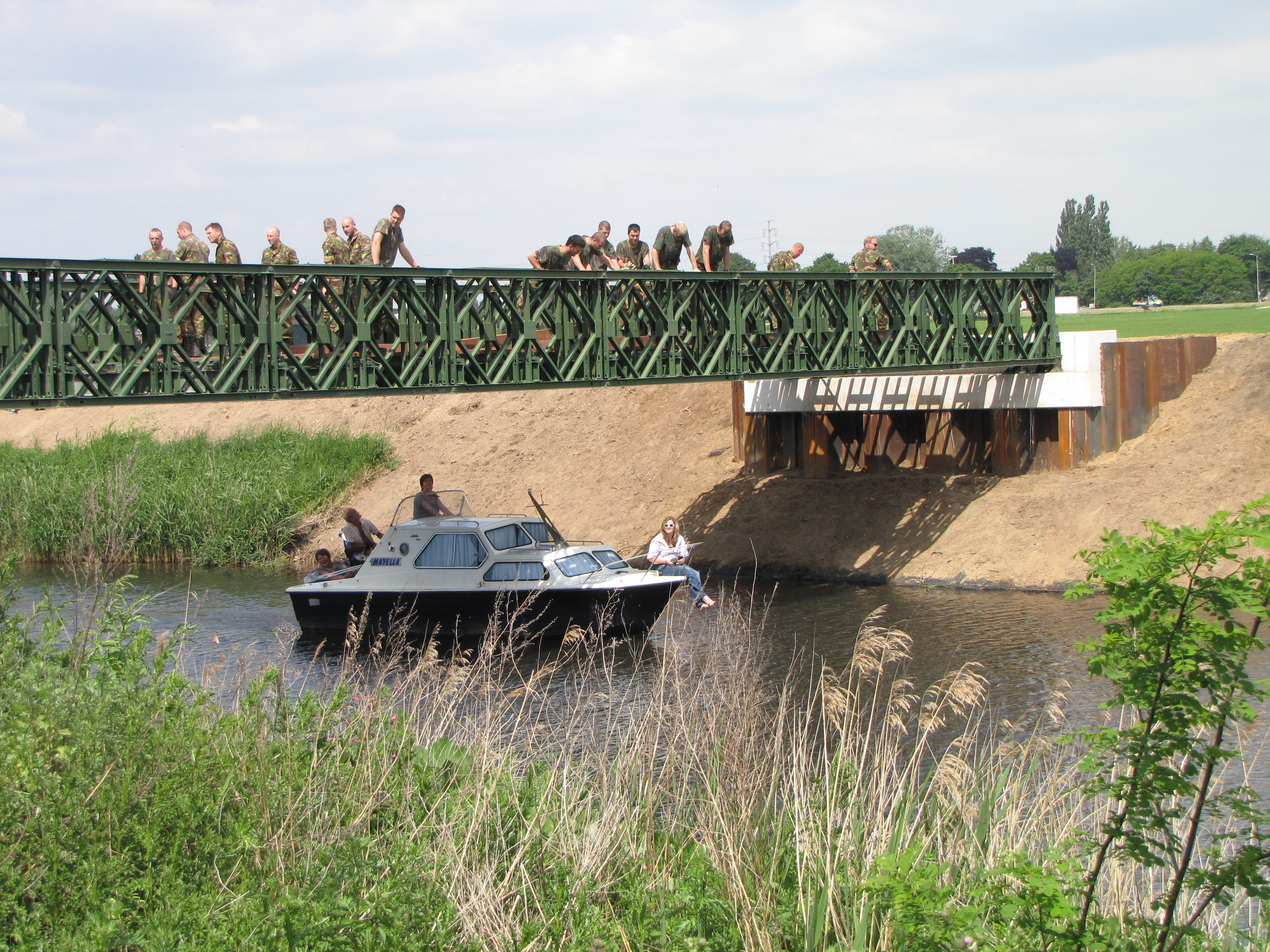
Auf der frisch platzierten Brücke in Ulft

Donald Coleman Bailey, ein englischer Armeeangestellter, der Modellbrücken zu seinem Hobby hatte, schlug diese Konstruktionsweise seinen Vorgesetzten vor. Die ersten Brücken waren 1944 einsatzbereit.
Bailey-Brücken wurden im Zweiten Weltkrieg gebaut als
- Behelfsbrücke bei Son, nördlich von Eindhoven über den Wilhelminakanal (Operation Market Garden)
- Behelfsbrücke über den Main zur Komplettierung der im April 1945 zerstörten Ludwigsbrücke und der Alten Mainbrücke in Würzburg
- Behelfsbrücken über die Donau zur Überbrückung der im April 1945 gesprengten beiden Joche der Steinernen Brücke in Regensburg
- Behelfsbrücke über die Saar, aufgebaut im Artilleriefeuer der Deutschen
- Behelfsbrücken über den Rhein, z. B. bei Wesel (Operation Plunder); einige sind noch nach dem Krieg bis in die 1950er Jahre verwendet worden.
- Behelfsbrücke über die Werra bei Laubach, errichtet von englischen Pionieren als Ersatz für die gesprengte Autobahnbrücke bis 1952, genutzt bis 1963
- Behelfsbrücke über den Küstenkanal bei Edewechterdamm, errichtet von kanadischen Pionieren als Ersatz für die von deutschen Truppen zur Verteidigung der Seelöwen-Stellung gesprengten Kanalbrücke. In den benachbarten Orten Husbäke und Jeddeloh II wurden gesprengte Kanalbrücken ebenfalls durch Bailey-Brücken ersetzt.
- „Patton“-Brücke als erste, länger genutzte feste Brücke in Köln nach dem Zweiten Weltkrieg (1946–1951)[3]

Bailey-Brücken in neuerer Zeit:
- Behelfsbrücke in Glashütte (Sachsen), nach dem Elbehochwasser 2002 erbaut durch das THW Müllheim und THW Pfedelbach.
- George W. Bush Bridge, Liberia (2006)
- Behelfsbrücke in Judenburg während des Neubaus der Murbrücke (2009–2010)
- Behelfsbrücke im Kirnitzschtal nach dem Hochwasser 2010, erbaut durch das THW Dresden (erbaut 10/2010, bis 09/2012 in Betrieb)[4]
- Behelfsbrücke in Eisenach (Thüringen) – Grabental, Ersatz für beschädigte Straßenbrücke, seit 2008[5]
- Unstrutbrücke an der Zeddenbachmühle bei Freyburg (Unstrut), erbaut 1996. 2016 wurde der Überbau zur Überholung demontiert und danach auf neuen Widerlagern wieder eingebaut.[6]
- Juba-Brücke, die einzige Brücke über den Nil im Südsudan.
- Juli 2019 Überbauung der einsturzgefährdeten Brücke am Hammerkanal in Esslingen am Neckar durch mehrere THW Ortsverbände[7]
- Juli 2020 Bau einer Behelfsbrücke in Wildemann über die Innerste zur Ermöglichung von Sanierungsarbeiten an der bestehenden Brücke durch den THW-Ortsverband Bremen-Süd[8]
- im zweiten Halbjahr 2021 wurden als Ersatz für beim Hochwasser an der Ahr zerstörte Brücken mehrere Bailey- und D-Brücken durch verschiedene Ortsverbände des THW über die Ahr errichtet.[9]
- Im September 2023 wurde, die durch das Hochwasser in Griechenland zerstörte Brücke zwischen Volo und Pilio, durch eine 30 Meter lange Bailey-Brücke ersetzt. Die Errichtung fand durch das griechische Militär statt.

### Für andere Zwecke
Der Startturm für den Start der Skylark-Raketen in Woomera, Australien wurde aus Segmenten von Bailey-Brücken zusammengesetzt.

## Technik
Die Einzelbauteile haben ein maximales Gewicht von 259 kg und können auch auf kleineren Fahrzeugen transportiert werden. In den USA gibt es drei Army-Normgrößen für Bailey-Brücken, genannt M1, M2 und M3.
Bailey-Brücken sind heute technisch überholt, es kommen aber eine Reihe anderer Brückengeräte zum Einsatz, etwa die Z-Brücke oder das Brückengerät SBG 66.

## Galerie

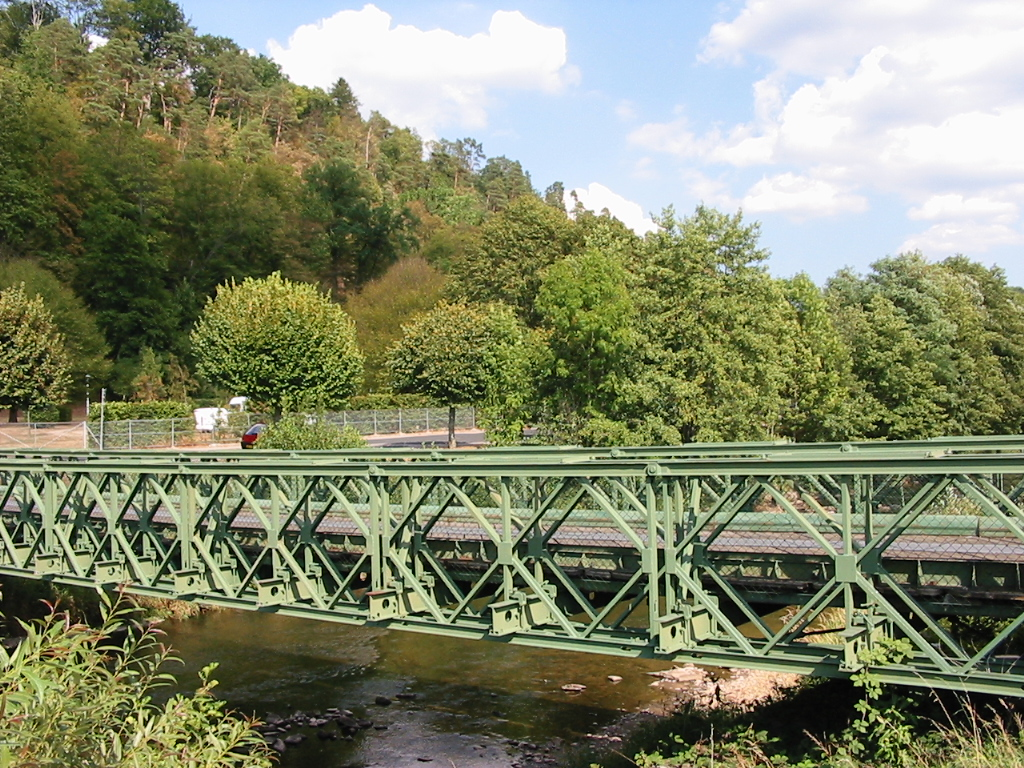
Bailey-Brücke in Frankreich 2003 (ersetzt 2009)
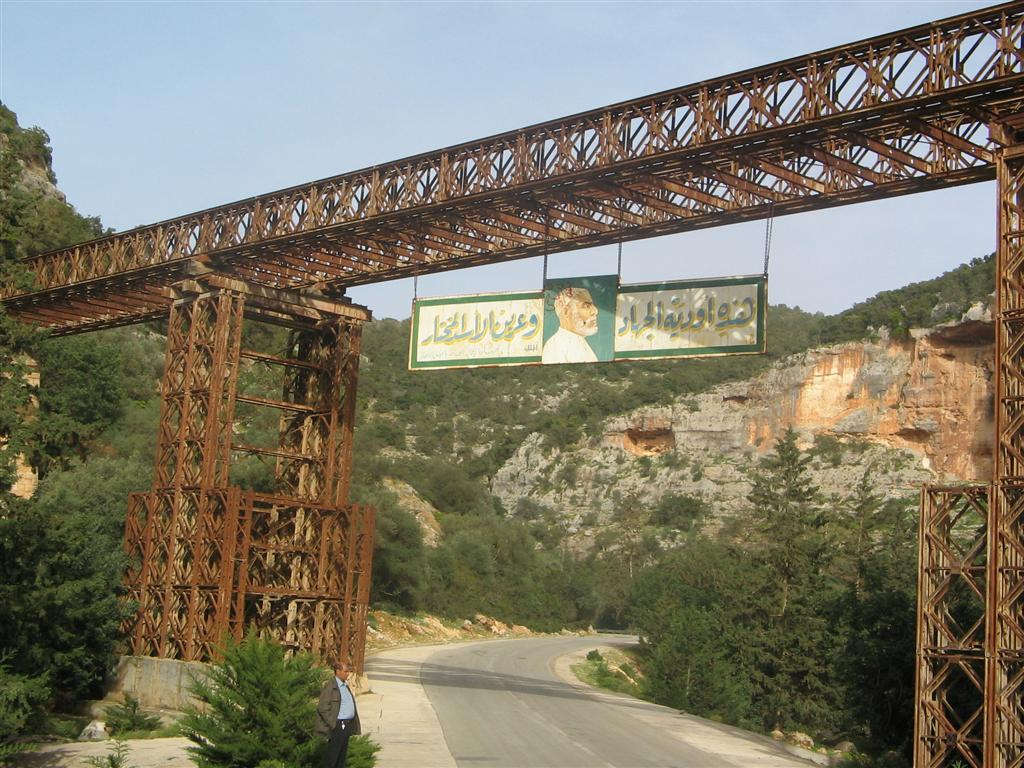
Bailey-Brücke in Libyen. Auch die Stützpfeiler wurden aus Bailey-Brückensegmenten gebaut.
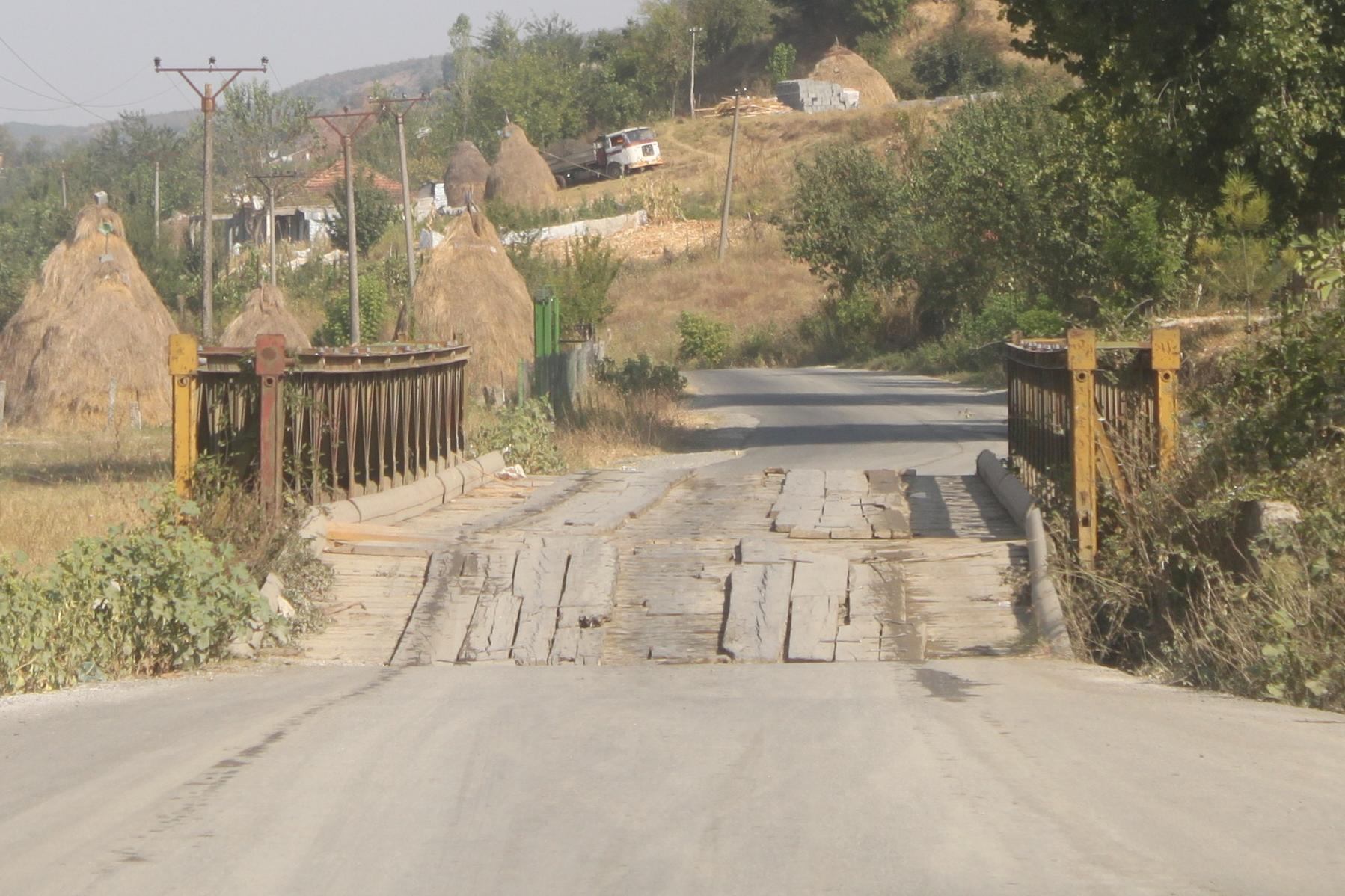
Notbrücke in den albanischen Bergen, Nationalstraße 6 bei Burrel
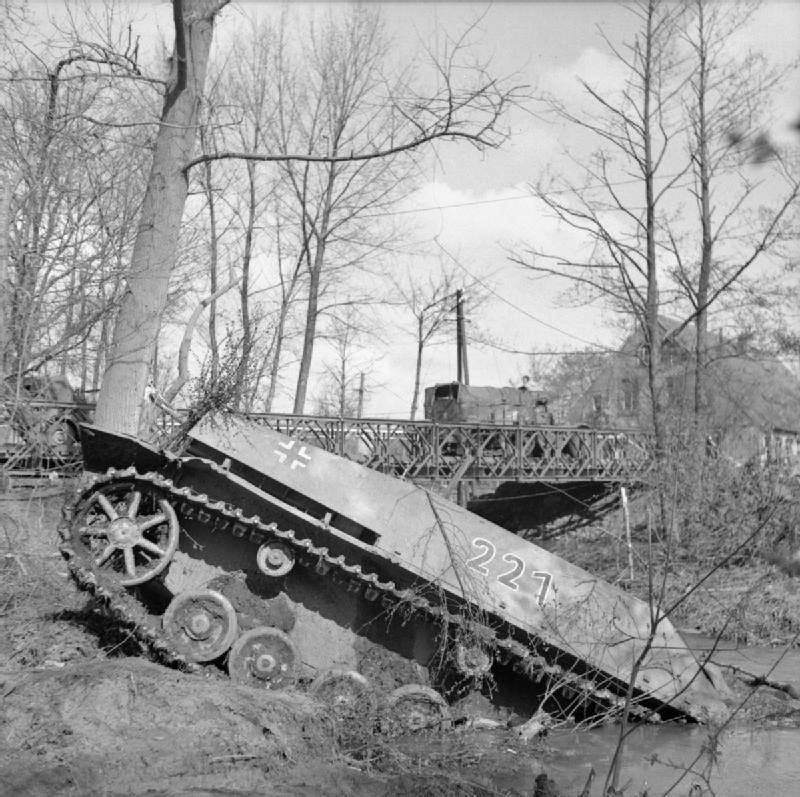
Zerstörter deutscher Jagdpanzer IV und Bailey-Brücke am Dortmund-Ems-Kanal bei Dreierwalde im April 1945
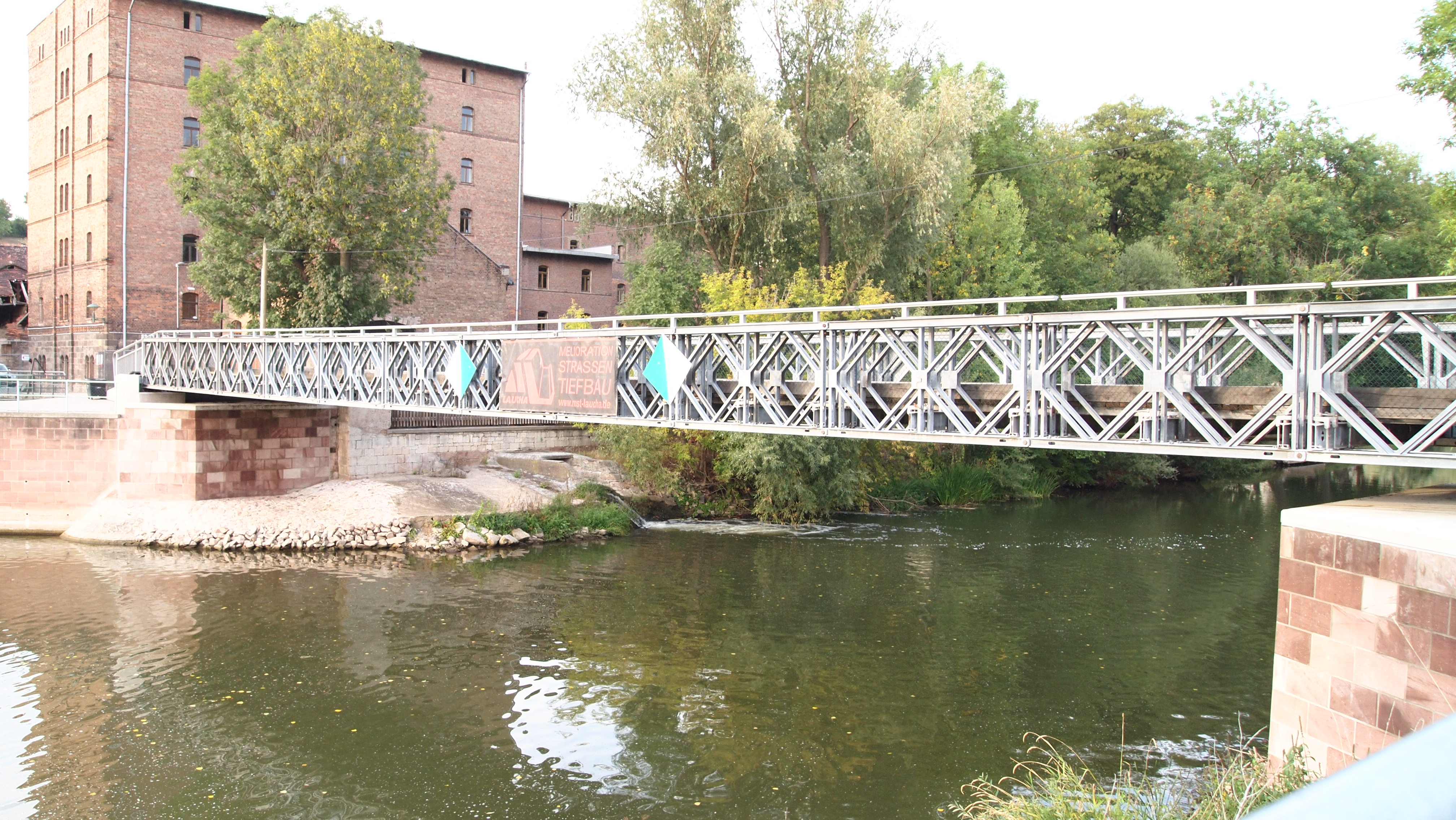
Bailey-Brücke über die Unstrut an der Zeddenbachmühle, 2018
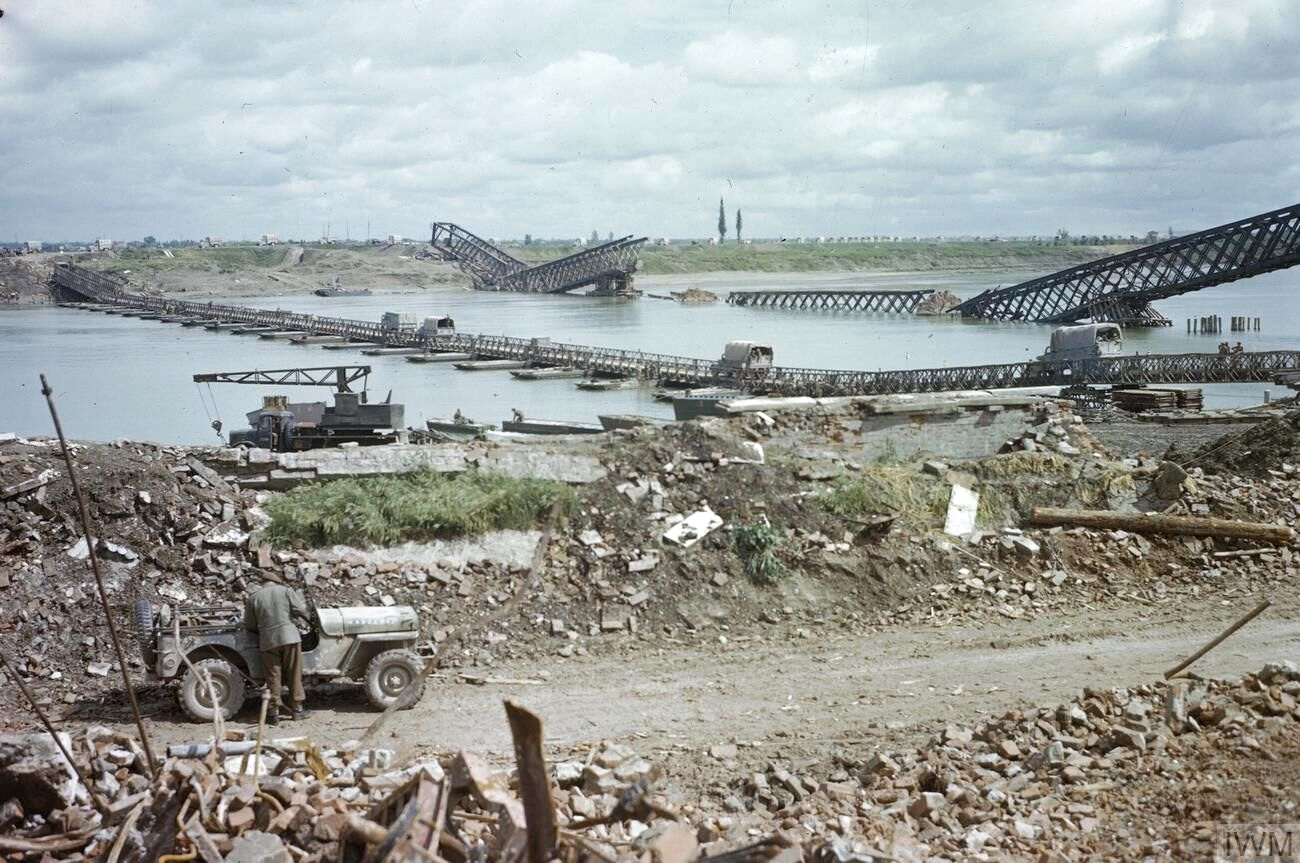
Bailey-Brücke über den Po nördlich von Ferrara im April 1945
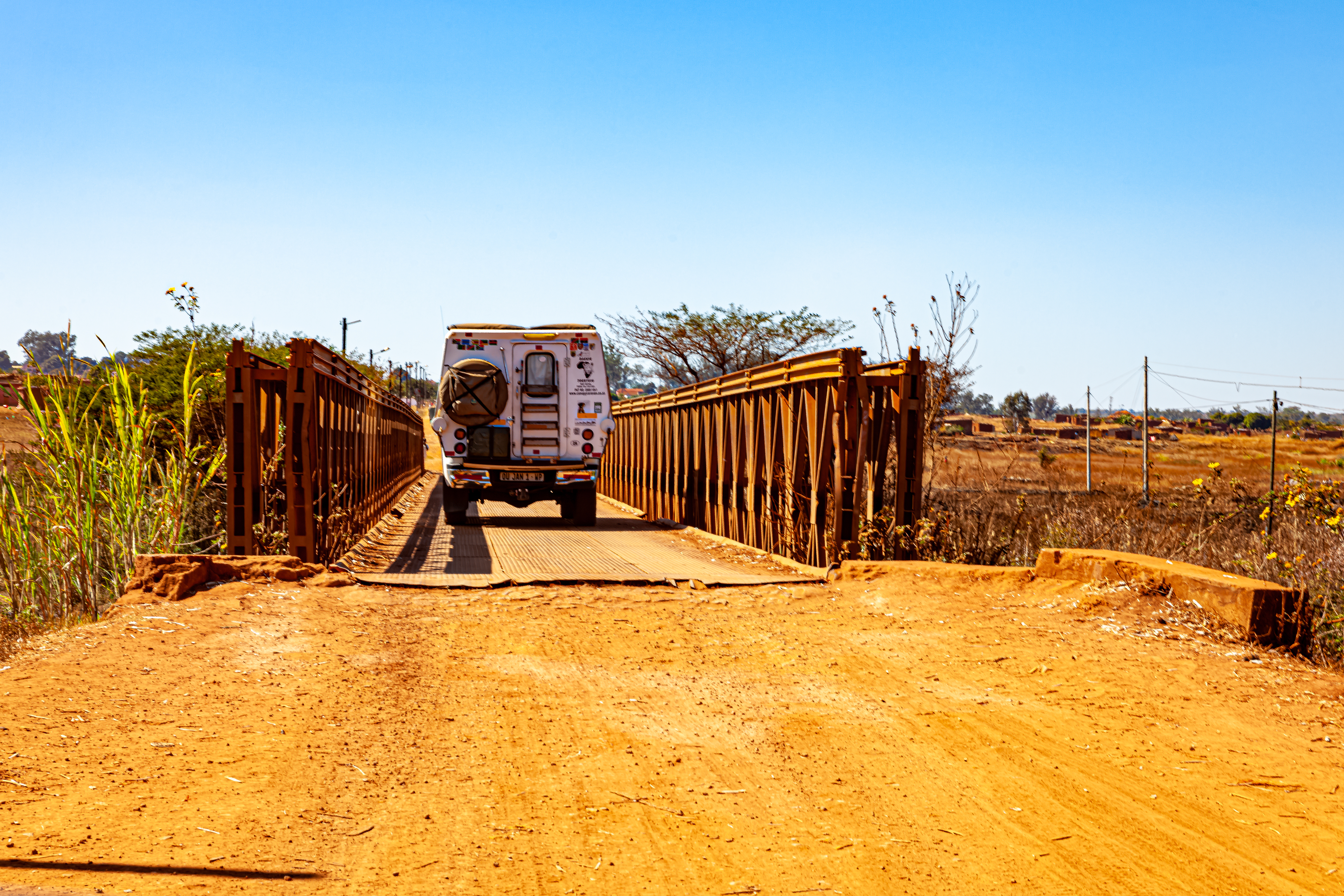
Bailey-Brücke in Angola (2019)